# John Agudelo Ríos
John Agudelo Ríos (Aguadas 22 de mayo de 1926-Bogotá 8 de septiembre de 2002) fue un abogado y político colombiano. Fue ministro de Trabajo y el primer Comisionado de Paz de Colombia.

## Biografía
Abogado de la Universidad del Cauca. Bachiller del Colegio de Nuestra Señora de los Andes, Cali. Especialista en derecho laboral. Adepto al Partido Conservador Colombiano. Fue Secretario general de la Presidencia de la República; director general de la Caja Nacional de Previsión; ministro de Trabajo en el gobierno de Carlos Lleras Restrepo. director de la comisión de paz que en 1984 firmó los Acuerdos de La Uribe entre el gobierno de Belisario Betancur y las Fuerzas Armadas Revolucionarias de Colombia - Ejército del Pueblo (FARC-EP); procurador general de la nación ad hoc; conjuez del Consejo de Estado; representante de Colombia en la Organización Internacional del Trabajo (OIT); presidente del Centro de Estudios Colombianos. Se desempeñó como docente universitario en las universidades Pontificia Universidad Javeriana, Universidad Nacional, Universidad La Gran Colombia y la Universidad de Los Andes. Murió en Bogotá en 2002.

## Reconocimientos
Condecorado con la Gran Cruz de la Orden del Mérito Civil de España; la Gran Cruz con Banda y Estrella de Alemania; la Orden Almirante Padilla del Batallón Guardia Presidencial de Colombia.